# Simophion excarinatus
Simophion excarinatus är en stekelart som beskrevs av Joseph Augustine Cushman 1947. Simophion excarinatus ingår i släktet Simophion och familjen brokparasitsteklar. Inga underarter finns listade i Catalogue of Life.